# Агдам
Агдам (азерб. Ağdam) – місто в Азербайджані, розташовано на відстані 26 км від Ханкенді та 365 км від Баку. 2020 року, після Другої карабаської війни, згідно з мирним договором від 10 листопада, територію Агдамського району (і сам Агдам) було передано під контроль Азербайджану.

## Історія
Агдам було засновано у XVIII столітті біля східного підніжжя Карабаського хребта. Тут засновник Карабаського ханства Панахалі хан у першій половині XVIII століття збудував для себе імарет з білого каменю, який було видно з околиць, та на честь якого, як припускають, за населеним пунктом населення отримало назву Аг дам – «білий дах, білий дім». 

### Перша карабаська війна
Під час карабаської війни Агдам був одним із форпостів азербайджанських військ. За словами вірмен, із міста відбувалися ракетні обстріли їхніх позицій та постачання військ супротивника. Агдам брали два місяці з початку червня 1993 року, згодом його оточили в кільце та спопелили «Градами» з навколишніх гірських вершин. Рада Безпеки ООН ухвалила того самого року резолюцію, яка засуджує захоплення Агдаму, поставивши вимогу «негайного  повного та безумовного виведення всіх сил, які беруть участь в окупації Агдамського району». Після встановлення повного контролю над містом вірменські війська знищили всі міські будівлі під фундамент, не зачепивши лише мусульманську мечеть.
До Карабаської війни в місті працювали маслосирзавод, Агдамський коньячний завод, залізнична станція, консервний, метизно-фурнітурний та інструментальний заводи, вузол шосейних доріг, технікуми, медичне та музичне училище, драматичний театр.